# Какамигахара
Какамигахара (яп. 各務原市 Какамигахара-си) — город в Японии, находящийся в префектуре Гифу. Площадь города составляет 87,77 км², население — 144 752 человека (1 июля 2014), плотность населения — 1649,22 чел./км².

## Географическое положение
Город расположен на острове Хонсю в префектуре Гифу региона Тюбу. С ним граничат города Гифу, Секи, Итиномия, Инуяма, Конан и посёлки Гинан, Касамацу, Сакахоги, Фусо.

## Население
Население города составляет 144 752 человека (1 июля 2014), а плотность — 1649,22 чел./км². Изменение численности населения с 1980 по 2005 годы:
| 1980 | 122 317 чел. |  |
| 1985 | 132 633 чел. |  |
| 1990 | 138 264 чел. |  |
| 1995 | 141 055 чел. |  |
| 2000 | 141 765 чел. |  |
| 2005 | 144 174 чел. |  |

## Символика
Деревом города считается сосна, цветком — рододендрон.

## Города-побратимы
- Цуруга, Япония (1989)
- Чхунчхон, Республика Корея (2003)